# Putney Dandridge
Louis „Putney“ Dandridge (* 13. Januar 1902 in Richmond, Virginia; † 15. Februar 1946 in Wall Township, New Jersey) war ein US-amerikanischer Vaudeville und Jazz-Pianist, Bandleader und Sänger.

## Biographie
Putney Dandridge begann seine Karriere 1918 als Pianist in einer Revue namens The Drake and Walker Show. Im Jahr 1930 arbeitete er zeitweise als Begleiter des legendären Stepptänzers Bill „Bojangles“ Robinson und trat in dem Musical Brown Buddies auf. 
Nach Tourneen durch Illinois und die Staaten der großen Seen ließ sich Dandridge in Cleveland, Ohio nieder, formierte dort eine eigene Band, in der u. a. der Gitarrist Lonnie Johnson mitwirkte. Diese Periode dauerte bis 1934, als er die Möglichkeit zu Solo-Auftritten bekam. Mit der Show kam er auch nach New York City, wo er längere Zeit im Hickory House, einem der legendären Jazzclubs der 52nd Street und anderen Clubs auftrat. Von 1935 bis 1936 nahm er mehrere Schallplatten unter eigenem Namen für Vocalion auf, an denen Musiker wie Roy Eldridge, Teddy Wilson, Henry „Red“ Allen, Buster Bailey, John Kirby, Chu Berry, Cozy Cole und andere mitwirkten. Letzte Aufnahmen entstanden im Dezember 1936 mit Doc Cheatham und Bobby Stark. Ende der 1930er Jahre verschwand Dandridge von der Musikszene; es wird spekuliert, ob ihn Krankheit zum Rückzug zwang. Er starb im Alter von 44 Jahren in Wall Township, New Jersey.

## Diskographische Hinweise
- Putney Dandridge 1935-1936 (Classics)
- Putney Dandridge 1936 (Classics)